# Numéro six (Battlestar Galactica)
Pour les articles homonymes, voir Numéro six.
Numéro six  (ou Numéro 6) est un personnage de la série télévisée Battlestar Galactica, interprété par Tricia Helfer.
Le nom « Numéro six » est un hommage au personnage Numéro 6, interprété par Patrick McGoohan dans la série télévisée britannique des années 1960, Le Prisonnier. Dans cette série figuraient également des espions, implants cérébraux, expériences illusoires, des secrets utiles et des sabotages.

## Modèle
Numéro six est une cylon infiltrée aussi sculpturale que séduisante. La plupart, mais pas toutes, des versions de Six ont des cheveux blonds-platine. Elle fut le premier exemple montré d'une nouvelle génération de cylons capables de s'adapter à la forme et aux émotions humaines. Son passé est assez brumeux. Elle peut, comme les autres cylons, garder des souvenirs jusque dans un autre corps si l'original est tué. Comme ses comparses, son corps fut modelé pour imiter le corps humain au niveau cellulaire, la rendant presque indétectable aux procédures de test, et il existe de nombreuses copies d'elle.

## Leitmotiv musical
Depuis son début dans la mini-série, un leitmotiv est utilisé dans les scènes où Tricia Helfer joue Numéro six. Ce motif simple de 8 notes a été composé par Richard Gibbs. La signature rythmique est en 18/8, avec un tempo de 120 à la noire, et le motif comprend 2 groupes de 4 notes.

## Versions
Des copies de Numéro six apparaissent régulièrement, surtout à l'intérieur de la société cylon. Plusieurs versions notables ont eu un rôle mis en évidence.

### Caprica Six
Au début de la mini-série, une copie de Six a une liaison avec le docteur Gaïus Baltar, qui semble ne s'intéresser qu'à sa dimension sexuelle. Se faisant passer pour l'employée d'une entreprise informatique rivale, Six séduit Baltar tout en l'aidant sur son travail sur le système de défense coloniale. 
Le jour de l'attaque Cylon, Six révèle sa véritable nature à Baltar et l'informe que les cylons utiliseront les secrets informatiques qu'il lui a donnés pour infiltrer les systèmes de défense, désactiver la force coloniale et attaquer les Douze Colonies. Les cylons lancent leur attaque et détruisent la plupart de l'humanité. Six fait un rempart de son corps pour protéger Baltar d'une explosion, lui sauvant la vie et sacrifiant la sienne.
Dans l'épisode Téléchargement, cette copie est chargée dans un autre corps. Les autres cylons la surnomment « Caprica Six » et la considèrent comme une héroïne de la nation cylon pour avoir rempli sa mission et compromis les défenses des Colonies. Elle cache ses sentiments et exprime quelques regrets quant à ses actions, et reste hantée par Baltar qui lui apparaît sans cesse. Ce « fantôme » joue pour elle un rôle similaire à celui de la Six virtuelle (ou interne) auprès de Baltar : celui de conseiller et de manipulateur. Caprica Six est enrôlée pour aider la copie du Galactica de Sharon « Boomer » Valerii qui après sa résurrection refuse de sortir de son appartement pour réintégrer la société cylon. Mais, défiant leurs supérieurs, Caprica Six et Valerii viennent en aide à un des cinq derniers, Samuel Anders, allant jusqu'à tuer un cylon, D'Anna Biers. Les deux cylons commencent alors à prêcher la paix avec les humains, selon une volonté divine. Ceci les mène à prendre le contrôle de la culture cylon et à se remettre en quête de l'humanité. Les cylons trouvent New Caprica, qu'ils envahissent sans coup férir. L'occupation est facilitée par la reddition de Baltar dès l'arrivée des cylons.
Après l'occupation de New Caprica, Caprica Six se détache des autres cylons par son désir de coexistence pacifique avec les humains. Cependant, sa réunion avec le véritable Gaïus Baltar brise ses illusions à propos de son ancien pion, puisqu'il se laisse, impuissant, intimider par les cylons et acte leur tyrannie oppressive sur New Caprica.
Les autres modèles insistent pour que Baltar signe un ordre d'exécution de 200 insurgés en réponse à deux attentats-suicides par le mouvement de résistance humaine. Baltar commence par refuser et Caprica Six s'oppose seule aux désirs de vengeance de ses comparses. En raison de ces objections, Aaron Doral lui tire une balle dans la tête. Baltar, voyant la mort de Caprica Six et la menace de mourir en cas de refus, signe l'ordre. Caprica Six renaît et aide Baltar à s'échapper sur une base cylon quand New Caprica est finalement abandonnée par sa population.
Après s'être installée sur la base, elle s'engage dans un ménage à trois avec Baltar et Biers et dit explicitement qu'elle les aime tous les deux. Elle fut également un pion important du sauvetage d'Hera qui était alors mystérieusement malade : elle assiste au téléchargement d'Athéna et est témoin du lien évident entre Athéna et Hera. Caprica Six désactive alors puis tue Boomer qui menace d'étrangler Héra malgré les suppliques déchirantes d'Athéna. Elle mène Athéna et son enfant jusqu'à un rapace et retourne avec elles sur le Galactica où elle est promptement emprisonnée.
C'est en prison qu'elle a une liaison avec le colonel Saul Tigh, tombant enceinte à la suite de cette relation. Enceinte de 4 mois au retour de Ellen, elle perd son enfant à la suite des déstabilisations de cette dernière qui refuse que Saul soit en couple avec une autre cylon. L'enfant perdu, elle se retrouve seule bien que Baltar essaye de la récupérer. Présente dans la bataille finale contre Cavil, elle retourne sur la nouvelle terre avec les survivants. 
Elle voit d'elle même que Baltar a changé, qu'il n'est plus le même. Ensemble ils envisagent de construire une maison et de devenir agriculteurs.

### Caprica Six de Baltar
Une copie distincte dérivée de Six-de-Caprica réside dans la tête de Baltar depuis la destruction des Colonies. « Six-interne » est un produit de son imagination, invisible à tout le monde. Elle suggère que ce phénomène puisse être causé par un implant électronique dans son cerveau, ou comme une forme de folie liée à sa culpabilité. Lorsque Baltar subit un scanner du cerveau, comme une imagerie par résonance magnétique, il n'y est révélé aucun signe de puce électronique ou d'autre objet quelconque. Baltar pense alors brièvement qu'il est devenu réellement fou, mais il conclut que c'est impossible, puisque Six connaissait des événements avant que lui n'en prenne connaissance (par exemple, la prédiction de la naissance de l'hybride humano-cylon). Confrontée à cette conclusion, Six déclare qu'elle n'est ni le résultat d'une puce électronique, ni une hallucination causée par une instabilité mentale. Quand Baltar lui demande alors qui ou ce qu'elle est, elle répond simplement qu'elle est « un ange envoyé par dieu pour [le] protéger, [le] guider, [le] protéger ».
Cette version de Six apparaît souvent brusquement, sans avertissement. Elle donne des conseils et des instructions à Baltar. Alors qu'elle lui apparaît habituellement comme faisant partie du monde réel, il interagit parfois avec elle dans une scène imaginée mais persistante de son esprit. En ceci, Six ressemble au personnage d'Harvey de Farscape (qui à son tour est basé sur le personnage « imaginaire » du film Harvey de Henry Koster avec James Stewart).
Alors que Six peut interagir physiquement avec Baltar dans son imagination, elle semble également capable de l'affecter dans le monde réel — par exemple, dans l'épisode Révélation, elle envoie Baltar contre une cloison et l'attrape par la gorge, et les passants voient sa réaction physique. Lors d'une autre occasion, elle attache le nœud coulant improvisé de Baltar.
Cette manifestation de Six en particulier est extrêmement religieuse. En contraste avec les Coloniaux et comme les autres cylons, elle croit en un seul Dieu, qu'elle identifie à l'Amour. Elle tente constamment de convaincre Baltar de croire en ce Dieu cylon, et d'accepter son rôle à jouer dans le plan ou la volonté de Dieu.
Ses motifs sont incertains. Alors que certains de ses conseils semblent être bénéfiques à l'humanité, par exemple en montrant un appareil cylon à Baltar à bord du Galactica et en l'aidant à construire un détecteur de cylons, ces conseils semblent plus servir les intérêts de Baltar, et exprime sa délectation de ce qu'elle considère comme l'inévitable fin de la race humaine.
Six-interne-de-Baltar semble liée d'une manière ou d'une autre à Six-de-Caprica, qui est le modèle qui séduisit Baltar sur la planète Caprica et l'encouragea à lui donner ses accès au système central de défense coloniale.

### Shelley Godfrey
Dans l'épisode Les Croyances de Baltar une copie de Numéro Six apparaît dans la flotte en utilisant le nom « Shelley Godfrey ». Godfrey tente de faire accuser Baltar d'avoir trahi la race humaine avec une photo comme preuve. En outre, elle tente de séduire le commandant Adama. Elle disparaît brusquement après que ses preuves photographiques s'avèrent truquées. Comme son apparition coïncide avec la disparition temporaire de Six-interne-de-Baltar, les fans de la série et Baltar lui-même ont souvent pensé qu'il s'agissait d'une manifestation physique de Six-interne.
Mais les épisodes suivants semblent montrer qu'il s'agit d'une fausse piste. Lors de la troisième saison, lorsque Baltar se trouve sur New Caprica occupée par les cylons ou prisonnier à bord de la base cylon, il apprend que chaque cylon humanoïde est un individu distinct, même au sein d'une même série. De plus, seul le cylon appelé Six-de-Caprica a des sentiments amoureux ou de l'affection pour Baltar ; les autres exemplaires du modèle Numéro Six sont indifférents aux problèmes de Baltar. 
Le titre original de cet épisode (« Six Degrees of Separation ») est une allusion à la théorie des six degrés de séparation.

### Gina Inviere
L'épisode Pegasus, qui met en scène la rencontre entre les deux groupes de survivants menés par l'amiral Adama et l'amiral Cain, et le téléfilm Battlestar Galactica: Razor présentent une autre copie de Numéro Six infiltrée à bord du Battlestar Pegasus. Elle se fait appeler « Gina Inviere» (Inviere, présenté comme un terme archaïque dans la langue traditionnelle de Gemenon signifiant résurrection, est en fait du roumain) et passer pour un administrateur réseaux. Démasquée, elle est emprisonnée, torturée et violée par des membres de l'équipage du Pegasus. Dans l'épisode, Gina semble catatonique à cause des traumatismes subis. Avec l'aide de Baltar (attiré par Gina, ce qui complique sa relation avec sa Six-interne), elle parvient à s'échapper et se cacher dans la flotte civile après avoir assassiné l'amiral Cain. Elle rejoint alors un groupe de militants politiques, qui veulent que l'humanité fasse la paix avec les cylons. Les nombreux abus sexuels dont elle a souffert rendent Gina psychologiquement incapable de rapports sexuels avec Baltar jusqu'à peu avant sa mort. Elle se suicide en déclenchant une bombe nucléaire que Baltar lui a fait parvenir. L'explosion détruit le Cloud 9, ce vaisseau de luxe reconverti en transport de réfugiés, ainsi que plusieurs autres vaisseaux de la flotte et révèle l'existence de Nouvelle Caprica aux cylons.
Gina a les cheveux blond-miel, la couleur naturelle des cheveux de Tricia Helfer, au lieu du blond-platine de la plupart des Six. Comme Shelley Godfrey, elle porte parfois des lunettes.
Anne Cofell-Saunders, la scénariste de Pegasus, a affirmé que cette copie de Six est appelée Gina d'après l'une de ses connaissances ; cependant, Ron Moore dit dans le commentaire du DVD pour cet épisode que « Gina » est un pied-de-nez aux critiques de la réinvention qu'ils surnomment « GINO » (Galactica In Name Only, Galactica seulement par le nom).
Le téléfilm Razor, qui contient des flashbacks antérieurs à l'épisode Pegasus, revient sur les raisons qui ont poussé Cain à infliger ces sévices à Gina, avec les conséquences catastrophiques qu'ils ont entraînées : Gina avait séduit Cain de la même façon que son avatar Caprica-Six avait séduit Baltar afin d'obtenir des renseignements. Elle est ainsi en mesure de compromettre la sécurité des ordinateurs du Pegasus lors d'une attaque cylon. Cette double trahison explique son arrestation mais aussi la férocité avec laquelle Cain la fait interroger.

### Natalie
Une version assertive et autoritaire de Numéro six, appelée Natalie, apparaît à partir de l'épisode Lobotomie. Après un vote proposant de lobotomiser les chasseurs cylons dans lequel une seule copie de Numéro huit (Boomer) a voté contre le reste de son modèle, Natalie mène un coup d'État contre les autres modèles cylons. Ils décident de rendre leur conscience aux centurions, les rendant capable de sentiments. Les autres modèles, menés par Cavil, sont consternés par cette décision et tentent de détruire Natalie et sa clique dans l'épisode Les Liens de la contrainte. Natalie fait une proposition à l'amiral Adama pour lui révéler le lieu où se trouve le « Resurrection Hub » en échange de la possibilité de reprendre les cinq modèles inconnus de cylons avec eux, une fois la Terre trouvée. Natalie se fait tirer dessus par Athéna alors qu'elle se rendait chez Adama, et cela parce qu'un rêve réminiscent d'Athéna montre une copie de Numéro six prendre sa fille Hera.
Cette incarnation de Numéro six possède des cheveux blond miel un peu plus longs que la coiffure "standard" des autres copies.

### Autres versions notables
- Dans l'épisode 8 de la saison 3, on voit une autre copie prisonnière du basestar cylon malade d'un virus qui ne semble toucher que ses congénères. Elle est étranglée à mort par Baltar après l'avoir accusé à tort d'avoir délibérément mené les cylons vers l'endroit où elle s'est fait infecter. Contrairement aux autres Numéros six, cette incarnation possède des cheveux noirs très longs.
- Dans l'épisode 14 de la saison 4, une autre copie de Numéro six apparaît brièvement. Cette copie (qui possède des cheveux châtains très longs) entretient une liaison avec Baltar, et cherche à le soulager de ses souffrances.
- Dans le téléfilm Battlestar Galactica: The Plan, une copie, désignée comme une prostituée, se trouve au sein des réfugiés recueillis par la flotte. Elle assiste Frère Cavil dans son entreprise de sabotage et de désorganisation de la flotte, aidant notamment à l'évasion de Shelley Godfrey. Elle est beaucoup plus vulgaire que les autres modèles de six.